# کریستیان یکم
کریستیان اول (به انگلیسی: Christian I) بزرگترین پسر دیتریش، کنت اولدنبورگ و هلویگ شائونبورگ بود که فوریه ۱۴۲۶ در اولدنبورگ به دنیا آمد. وی در ۲۸ اکتبر ۱۴۴۹	 در کلیسای بانوی ما شهر کپنهاگ با دوروتی براندنبورگ ازدواج نمود که از وی صاحب پنج فرزند شد. وی در ۲۱ مه ۱۴۸۱ در سن ۵۵ سالگی در Copenhagen Castle درگذشت
کریستیان اول در سال ۱۴۴۸ به پادشاهی دانمارک رسید. او از خاندان اولندنبورگ بوده و نواحی شلسویگ-هولشتاین (دو ناحیه در جنوب دانمارک که در آن زمان دوک‌نشین آلمانی بودند) را تحت تسلط دانمارک درآورد.